# Berzosa del Lozoya
Berzosa del Lozoya é um município da Espanha
na província e comunidade autónoma de Madrid, de área 14,3 km² com população de 179 habitantes (2006) e densidade populacional de 12,52 hab./km².

## Demografia
| Variação demográfica do município entre 1991 e 2004 | Variação demográfica do município entre 1991 e 2004 | Variação demográfica do município entre 1991 e 2004 | Variação demográfica do município entre 1991 e 2004 |
| --------------------------------------------------- | --------------------------------------------------- | --------------------------------------------------- | --------------------------------------------------- |
| 1991                                                | 1996                                                | 2001                                                | 2004                                                |
| 74                                                  | 116                                                 | 144                                                 | 172                                                 |